# 굴린부르스티

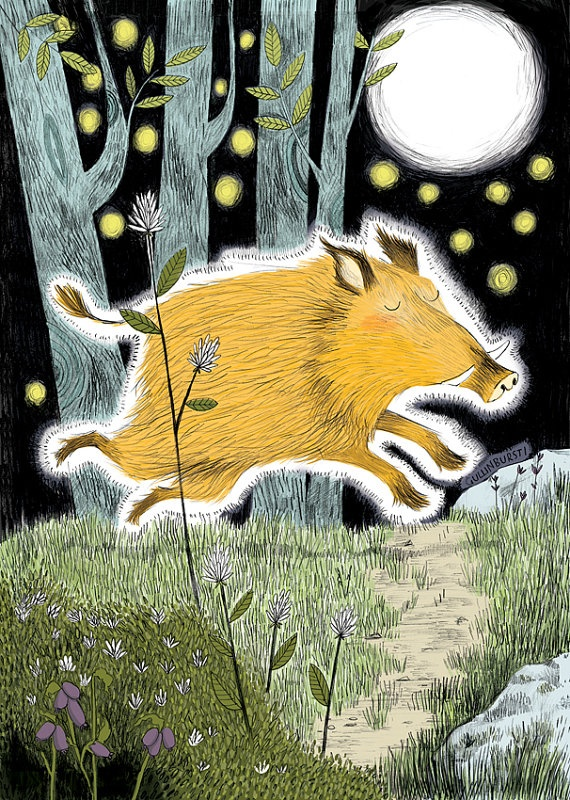

굴린부르스티(Gullinbursti)는 북유럽 신화에서 프레이르가 타고 다니는 황금돼지이다. 로키가 오딘의 심부름을 받아 난쟁이들의 땅에 내려갔을 때 경쟁지간이던 브로크 형제와 에이트리(?) 형제를 부추겨 서로에게 뜯어낸 보물들 중 한개이다. 이 때 로키가 뜯어낸 보물로는 묠니르, 궁니르등등이 있다.